# はくぶん
株式会社はくぶんは、大阪府門真市に本社をおき、主に小学校向けの教材を扱う企業。かつては中学校向けの教材も扱っていたが、現在はすでに撤退している。旧社名は「博文社」だが、東京都にある出版社の博文館新社とは無関係。

## 事業所
- 本社（大阪府門真市）
- 東京支店（東京都足立区）
- 九州支店（佐賀県鳥栖市）
- 大東流通センター（大阪府大東市）
- はくぶん研究所（大阪府門真市）

## 沿革
- 1955年1月：大阪市上本町にて教材の販売を個人で創業。
- 1957年8月：株式会社博文社を設立。
- 1969年12月：企画・製造部門を分離し、株式会社博文教材研究所を設立。
- 1989年1月：CI導入。株式会社博文社は株式会社はくぶん、株式会社博文教材研究所は株式会社はくぶん研究所にそれぞれ商号を変更。